# Alte Kirche (Essen-Altenessen)

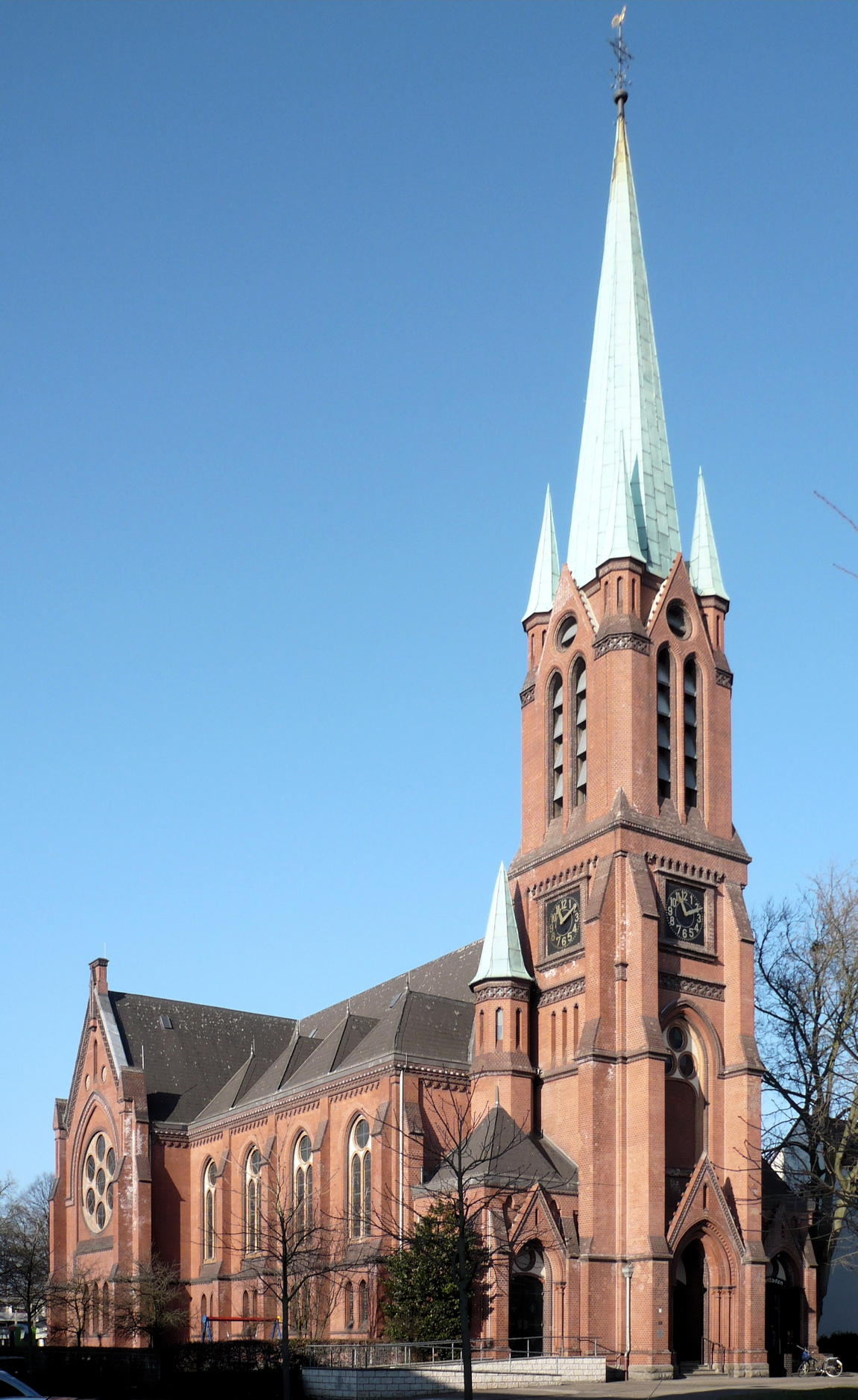
Alte Kirche Essen-Altenessen

Die Alte Kirche ist ein evangelisches Kirchengebäude im Essener Stadtteil Altenessen. Sie wurde von 1887 bis 1890 erbaut und gehört heute zur Evangelischen Kirchengemeinde Altenessen-Karnap im Kirchenkreis Essen der Evangelischen Kirche im Rheinland.

## Geschichte
1873 wurde eine Notkirche ihrer Bestimmung übergeben, die auf dem Grund des später bis 1979 bestehenden Gemeindeamtes stand. Die Genehmigungsurkunde des preußischen Kultusministeriums datiert auf den 25. April 1875, der als Gründungstag der damals etwa 3000 Mitglieder zählenden Gemeinde gilt. Ihrem ersten Pfarrer, Karl Denkhaus, wurde später die Straße gewidmet, an der sich die Kirche befindet.

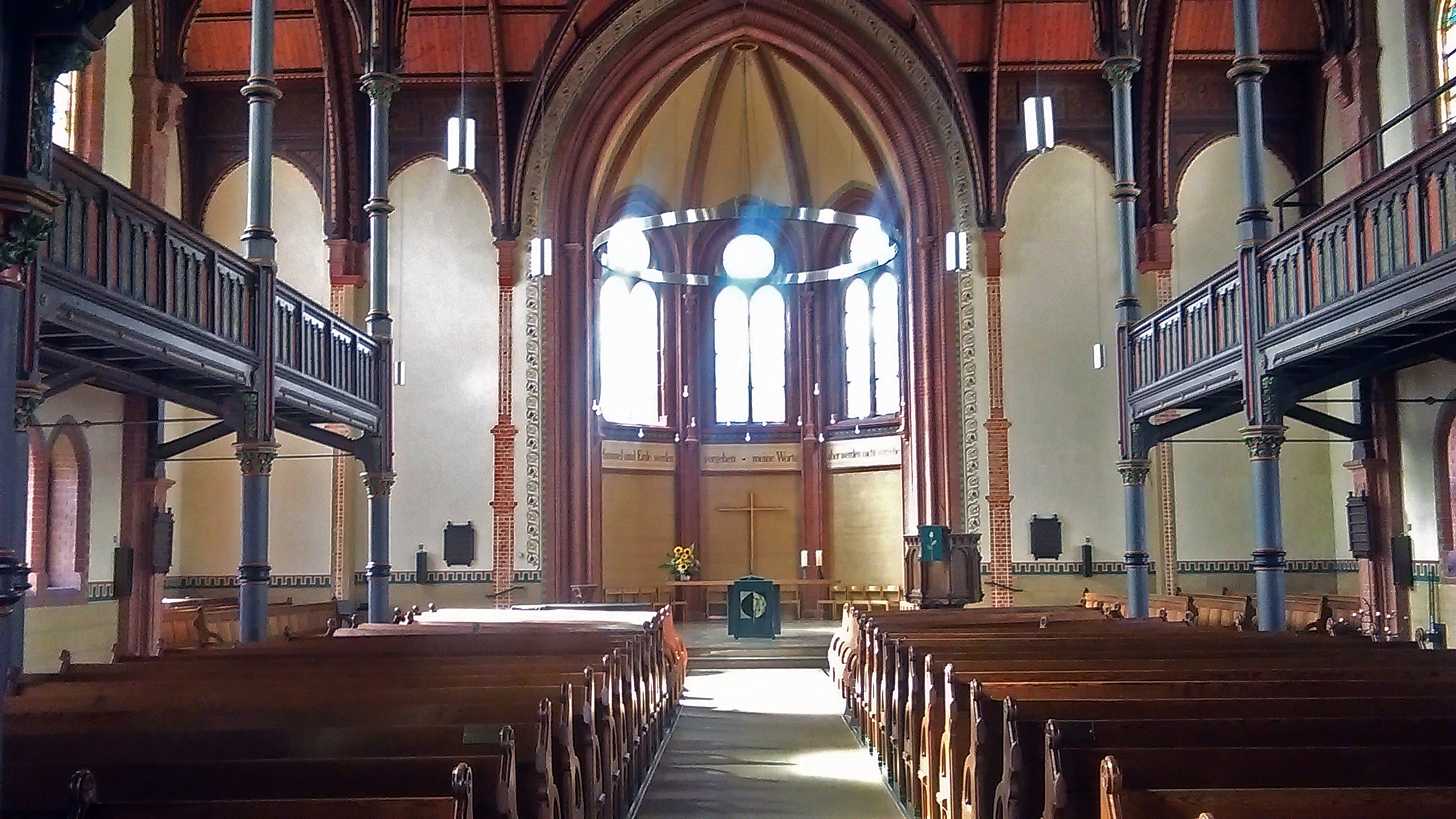
Mittelschiff mit Blick zum Chor

Die heutige vierjochige, dreischiffige Kirche wurde nach Plänen der Architekten Carl Nordmann und Julius Flügge im neugotischen Stil erbaut. Die Kirche hat ein kurzes Querhaus mit großen Radfenstern, einen ausgeschiedenen Chor und einen Westturm. Der Chor hat ein steinernes Rippengewölbe über fünf Seiten des Achtecks. Die Kirchenschiffe und das Querhaus besitzen ein Holzgewölbe. In den Seitenschiffen sind Emporen eingezogen. Die Grundsteinlegung war am 21. August 1887, die Einweihung mit einem ersten Gottesdienst am 5. Oktober 1890. Zu dieser Zeit hatte sich die Zahl der Gemeindeglieder durch Einwanderung von Arbeitskräften für den stark aufstrebenden Bergbau samt anhängender Industrien auf 6000 verdoppelt. Aus diesem Grund wurde bereits 1887 zusätzlich eine Hilfspredigerstelle geschaffen.
1895 wurde der südliche Gemeindeteil zum eigenen Bezirk ernannt und ein Jahr später Karnap als eigenständige Kirchengemeinde abgetrennt. 1903 erhielt der südliche Bezirk mit dem Gemeindehaus Essen-Altenessen Süd ein eigenes Gemeindezentrum. Ab 1907 gab es drei Pfarrer in der Gemeinde, der 1921 ein vierter folgte, denn die Gemeindegliederzahl hatte sich aufgrund der Zuwanderungen durch die rasch fortschreitende Industrialisierung auf 20.000 erhöht. Im Kirchenkampf in den Jahren 1933 bis etwa 1939 war die Alte Kirche Zentrum erbitterter Auseinandersetzungen zwischen Deutschen Christen und Bekennender Kirche. Den Zweiten Weltkrieg überstand das Kirchengebäude fast schadlos.
Das Kirchengebäude steht seit dem 8. September 1988 unter Denkmalschutz, ebenso ihre Orgel. 2008 wurden die Gemeinden Altenessen und Karnap zur heutigen Evangelischen Kirchengemeinde Altenessen-Karnap wiedervereinigt. Ihre Grenze verläuft jetzt wie im Jahr 1875. Am 26. August 2012 wurde der Alten Kirche das Signet Verlässlich geöffnete Kirche verliehen.

## Orgel

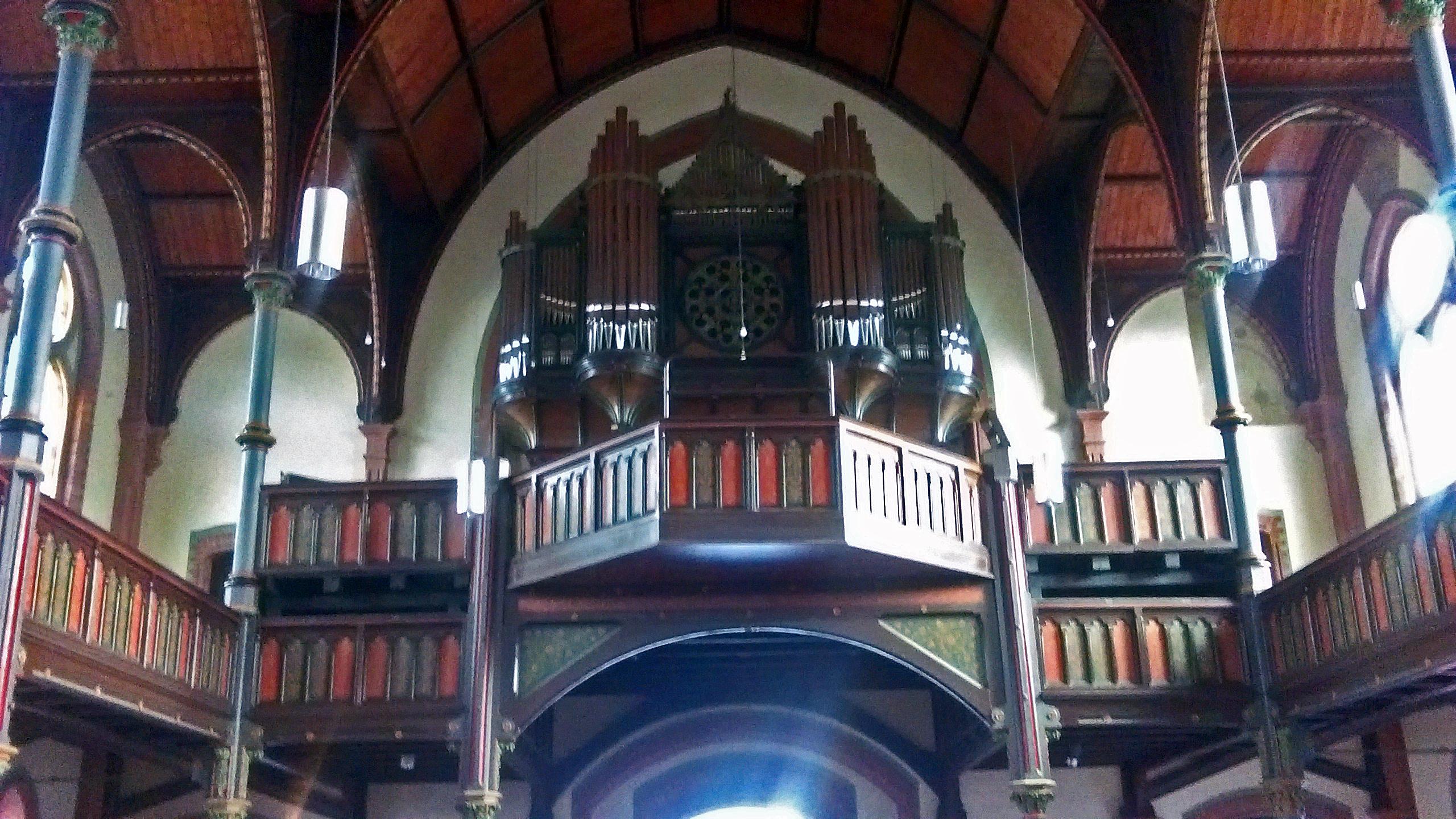
Orgelempore

Die Orgel stammt vom Orgelbauer Wilhelm Sauer und ist die älteste durch ihn erbaute Orgel im Ruhrgebiet. Sie ging zur Kirchweihe am 5. Oktober 1890 erstmals in Betrieb. 1949 wurde die mechanische Kegellade auf elektropneumatischen Betrieb umgebaut und das Klangbild verändert. In den 1980er Jahren wurde die Orgel erneut instand gesetzt.
Am 20. März 2014 beschloss das Presbyterium, die Orgel mit Materialermüdungserscheinungen so zu sanieren, dass sie ihr einstiges romantisches Klangbild wiedererhält. Daraufhin folgten ihre Stilllegung und eine grundlegende Restaurierung, auch mit Rücksicht auf den Denkmalschutz. Große Teile der Orgel, darunter die meisten der rund 1000 Pfeifen, wurden bei der Firma Rieger Orgelbau in Österreich saniert. Dabei wurde die ursprüngliche mechanische Traktur wieder hergestellt. Zudem entsprach die Ende der 1940er Jahre verbaute Elektrik nicht den aktuellen Sicherheitsvorschriften.
90.000 Euro der Gesamtsanierungskosten von rund 410.000 Euro kamen von der Kirchengemeinde, 10.000 Euro von der Stiftung Orgelklang der Evangelischen Kirchen in Deutschland (EKD) und 20.000 Euro vom 2001 gegründeten Kirchbauverein der Alten Kirche. Weitere Beträge kamen von weiteren Spendern.
Am 9. September 2017 wurde die sanierte Sauer-Orgel im Rahmen einer Orgelnacht wieder in Betrieb genommen. Sie besitzt folgende Disposition:
| I. Manual |                  |     |
| 1.        | Bourdon          | 16′ |
| 2.        | Principal        | 8′  |
| 3.        | Flǔte harmonique | 8′  |
| 4.        | Viola da Gamba   | 8′  |
| 5.        | Gedackt          | 8′  |
| 6.        | Octave           | 4′  |
| 7.        | Rohrflöte        | 4′  |
| 8.        | Cornet III‐IV    | 2′  |
| 9.        | Mixtur 4f.       | 2′  |
| 10.       | Trompete         | 8′  |

| II. Manual |                |     |
| 1.         | Liebl. Gedeckt | 16′ |
| 2.         | Principal      | 8′  |
| 3.         | Salicional     | 8′  |
| 4.         | Voix celèste   | 8′  |
| 5.         | Rohrflöte      | 8′  |
| 6.         | Fugara         | 4′  |
| 7.         | Traversflöte   | 4′  |

| Pedalwerk |             |     |
| 1.        | Contrabass  | 16′ |
| 2.        | Subbaß      | 16′ |
| 3.        | Octavbass   | 8′  |
| 4.        | Gedecktbass | 8′  |
| 5.        | Violoncell  | 8′  |
| 6.        | Posaune     | 16′ |